# Manifesto de Caxias
Manifesto de Caxias foi um conjunto de cartas dirigidas a organizações femininas e democráticas do mundo inteiro, enviadas por treze mulheres presas na Prisão de Caxias, em maio de 1961.
As cartas tinham por objectivo denunciar as condições do seu encarceramento e as torturas a que tinham sido sujeitas e apelavam à solidariedade internacional com todos os presos políticos em Portugal. A intenção era a sua leitura numa reunião internacional em Paris, promovida pela Federação Democrática Internacional das Mulheres, que estava ligada aos partidos comunistas pró-soviéticos. Das trezes cartas enviadas, apenas dez foram encontradas. Estas foram escritas por Aida Paula, Aida Magro, Fernanda Tomás, Ivone Dias Lourenço, Luísa Paula, Maria Albertina Diogo, Maria Alda Nogueira, Maria Ângela Vidal, Maria Luísa Costa Dias e Maria da Piedade Gomes dos Santos.
Uma investigação da União de Resistentes Antifascistas Portugueses levanta a hipótese destas cartas terem influenciado a realização da Conferência de Solidariedade com os Presos e Exilados Políticos Portugueses, em dezembro de 1962.
As cartas, escritas em papel de mortalha e levadas para o exterior de forma clandestina, eram compostas por um texto introdutório, onde são referidos de forma mais geral as perseguições e prisões políticas. No final deste texto, são referidas em detalhes as torturas aplicadas a camponesas do Couço, do grupo denominado Mulheres do Couço. Seguidamente, as cartas continuavam com um testemunho de cada mulher, onde relatavam as condições específicas da sua vida que levaram à prisão e as condições a que estavam sujeitas durante o encarceramento.